# Europarlamentari 1989-1994
Listă alfabetică: Lista europarlamentarilor 1989-1994
- Europarlamentari pentru Belgia 1989-1994
- Europarlamentari pentru Danemarca 1989-1994
- Europarlamentari pentru Franța 1989-1994
- Europarlamentari pentru Grecia 1989-1994
- Europarlamentari pentru Germania 1989-1994
- Europarlamentari pentru Irlanda 1989-1994
- Europarlamentari pentru Italia 1989-1994
- Europarlamentari pentru Luxemburg 1989-1994
- Europarlamentari pentru Olanda 1989-1994
- Europarlamentari pentru Spania 1989-1994
- Europarlamentari pentru Portugalia 1989-1994
- Europarlamentari pentru Regatul Unit 1989-1994